# Георг Гурдельбрінк
Георг Гурдельбрінк (нім. Georg Hurdelbrink; 6 жовтня 1919, Мелле — 26 серпня 2002, Мелле) — німецький офіцер, оберштурмфюрер СС. Кавалер Лицарського хреста Залізного хреста.

## Біографія
З травня 1933 по листопад 1936 року — член Гітлер'югенду. 15 жовтня 1936 року вступив у штандарт СС «Мертва голова» «Східна Фризія». В квітні-вересня 1939 року навчався в училищі СС «Дім Вевельсбург», після чого служив у піхотному полку СС «Мертва голова». З серпня 1940 року служив в 4-й роті лейбштандарту. З листопада 1941 по 31 січня 1942 року навчався в юнкерському училищі СС в Бад-Тельці. З лютого 1942 року служив у 1-му протитанковому дивізіону СС лейбштандарту. З 9 листопада 1943 року — командир 1-ї батареї 12-го протитанкового дивізіону СС 12-ї танкової дивізії СС «Гітлер'югенд». 8 травня 1945 року разом з рештками дивізії потрапив в американський полон у Відні.

## Нагороди
- Медаль «У пам'ять 13 березня 1938 року»
- Медаль «У пам'ять 1 жовтня 1938»
- Медаль «За вислугу років у СС» 4-го і 3-го ступеня (8 років)
- Хрест Воєнних заслуг 2-го класу з мечами
- Орден «За хоробрість» 3-го ступеня (Болгарія; 27 лютого 1942)
- Залізний хрест
  - 2-го класу (8 березня 1943)
  - 1-го класу (11 серпня 1944)
- Нагрудний знак «За поранення» в чорному
- Нагрудний знак «За танкову атаку» (23 березня 1943)
- Лицарський хрест Залізного хреста (16 жовтня 1944)